# 格拉斯山
47°28′37″N 11°32′31″E / 47.47694°N 11.54194°E

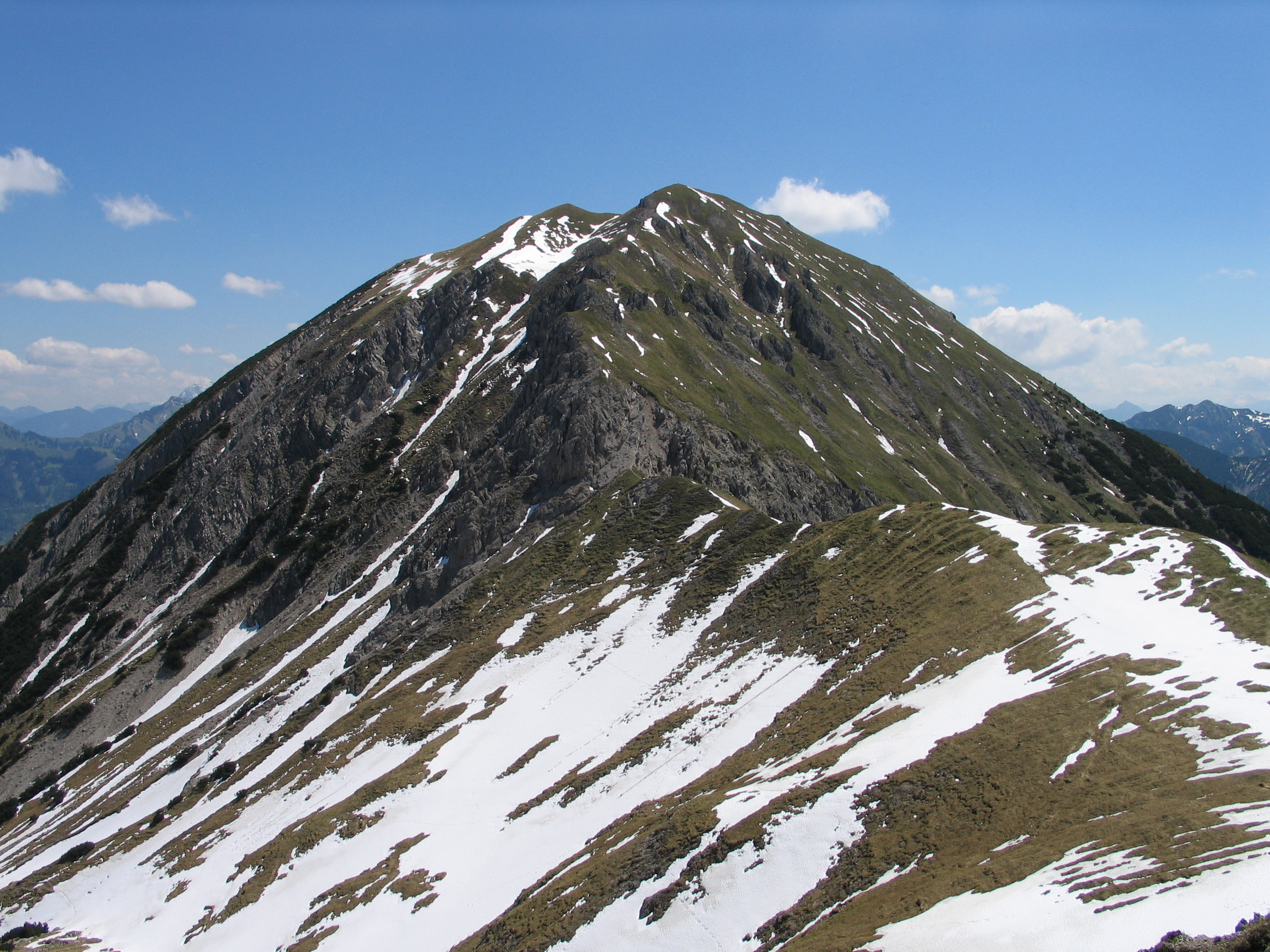

格拉斯山（德語：Grasberg），是奧地利的山峰，位於該國西部，由蒂羅爾州負責管轄，屬於卡爾文德爾山脈的一部分，距離弗賴施班克山1.7公里，海拔高度2,020米。